# Voiture FS type 1931
Les voitures de type 1931 (en italien : carrozze Tipo 1931) de l'opérateur ferroviaire italien Ferrovie dello Stato Italiane (FS) font partie d'une série de voitures construites dans au début des années 1930 pour des services express et internationaux. Succédant aux voitures type 1921 — premier modèle unifié de voitures métalliques pour trains rapides en Italie —, elles se distinguent par leurs plus grande longueur. Après seulement deux ans de production, elles sont remplacées par les types 1933 et 1937.

## Histoire

### Genèse
Les voitures du type 1921 avaient été mises au point après la Première Guerre mondiale afin de se passer des voitures à caisse en bois sur les trains internationaux et les trains rapides « grandes lignes ». Un total de 1 557 voitures a places assises a été construit entre 1923 et 1932 et donnaient satisfaction tant du point de vue du confort que de la résistance en cas de collision. Cependant, par rapport aux voitures en bois, les voitures à caisse métallique ont un poids plus élever faisant peser davantage de contraintes sur les locomotives, en particulier aux vitesses élevées et sur les tracés montagneux. N'ayant pas encore les moyens techniques de produire en série des voitures allégées, les FS choisissent d'augmenter la longueur des voitures : les places assises additionnelles d'un compartiment entier faisant diminuer le poids mort par voyageur.

### Mise au point

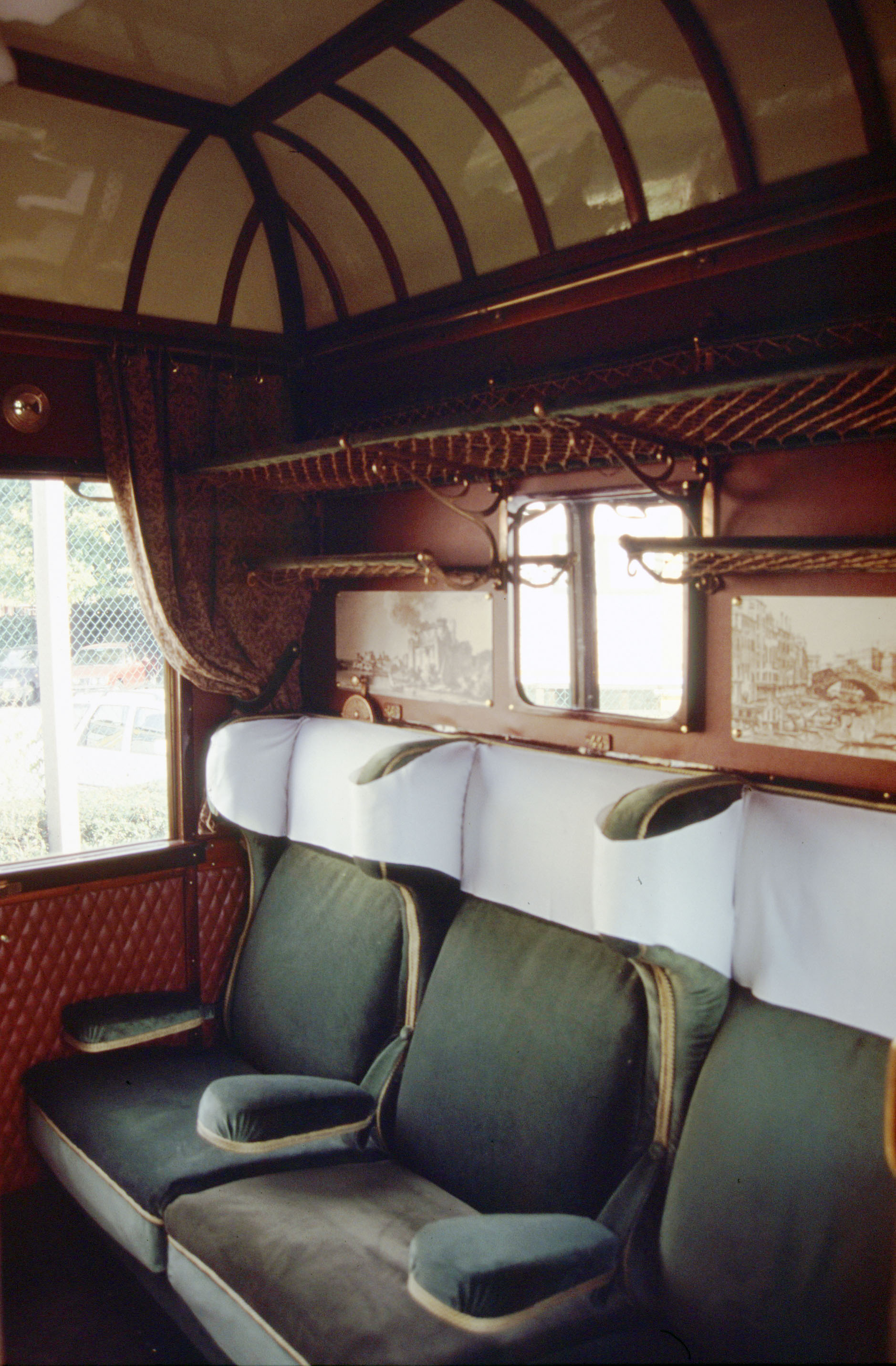
Compartiment de première classe de la voiture conservée à Bologne.

Reprenant la construction des caisses et châssis en acier riveté avec des fenêtres doubles, sauf en troisième classe, les nouvelles voitures se distinguent par leur longueur totale de 23 224 mm contre 21 054 pour celles du type 1921. Les bogies sont d'un modèle nouveau, avec un empattement de 3 m améliorant la stabilité.
Il n'y a pas de voitures mixtes première et deuxième classe ; ce rôle restant attribué aux voitures à châssis court du type 1921 (ABz 50.100 et 50.500). Les voitures du type 1931 sont produites en trois séries, :
- 50 voitures de première classe Az 11.000 livrées en 1933 qui comportent huit compartiments d'une longueur de 2 140 mm entre les cloisons, tout comme ceux des Az à châssis court.
- 115 voitures de seconde classe Bz 21.000 sorties d'usine de 1932 à 1933 avec neuf compartiments dont la longueur passe à 1 900 mm.
- 150 voitures de troisième classe Cz 31.000 de 1932-1933 dotées de onze compartiments. Toujours aménagés avec des banquettes en bois avec un nombre minimaliste de fenêtres, elles offrent davantage d'espace pour les jambes des voyageurs grâce à l'entraxe de 1 540 mm entre les cloisons, contre 1 380 auparavant.

Les fourgons à bagages et postaux appartiennent à des séries différentes, comportant une majorité de véhicules à deux essieux.
Leurs dimensions trop importantes pour le gabarit des réseaux voisins[Lesquels ?], elles sont interdites de circuler à l'étranger lors de leur mise en service. Elles assurent donc des trains de première importance sur les grandes lignes italiennes.

### Évolution
Plus rentables grâce à leur espace accru à bord compensant, ces voitures restent coûteuses à construire et à entretenir. Les FS vont donc demander à leurs ingénieurs d'étudier du matériel roulant de nouvelle génération mettant en avant la simplicité : l'aluminium remplace le bronze des porte-bagages et autres accessoires, les carreaux de céramique des compartiments WC sont remplacés par des matériaux plastiques et nombre d'autres détails « belle époque » tirent leur révérence. A contrario, les passagers de troisième classe bénéficieront de compartiments agrandis et les banquettes de seconde classe pour quatre personnes par rangée seront remplacés par trois sièges individuels. 930 voitures des types 1933 et 1937 ont été produites de 1937 à 1940.
À partir de la décennie suivante, les nouvelles voitures FS se distinguent par leurs grandes fenêtres sans montant central et le remplacement du rivetage par de la soudure. Les dimensions resteront sensiblement les mêmes, tandis que la zone des portières deviendra plus aérodynamique d'année en année. Le type 1959 sera le dernier avatar de cette famille de voitures apparue dans les années 1930.
Sorties d'usine en livrée vert foncé, avec marquages de classe en chiffres romains peints sur les portières et sous les fenêtres jouxtant chaque WC, les voitures du type 1931 reçoivent la nouvelle livrée à deux tons de brun "castano-isabelle" à partir de 1936. Après la guerre, une partie est repeinte en marron uni à partir de 1961 avant que ne s'impose la livrée gris ardoise qu'elles porteront jusqu'à leur mise à la retraite.

### Fin de carrière et préservation

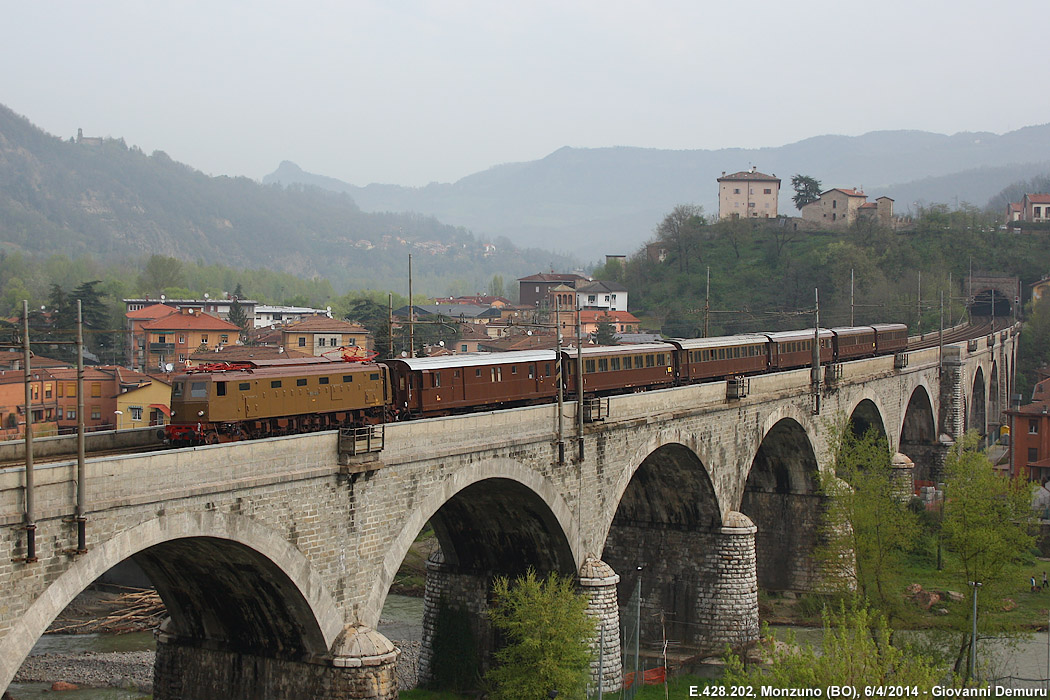
Une voiture Bz 21.000 (en troisième position) dans un train composé de matériel historique (entre une Az type 1921 et une Cz type 1937).

Au lendemain de la Seconde Guerre mondiale, le matériel roulant italien a été éparpillé dans toute l'Europe et plusieurs pays, notamment du bloc de l'Est, ne restitueront pas celles trouvées sur leur sol. On retrouve ainsi des voitures pour rapides de tous les types en Allemagne de l'Est, en Pologne, en Roumanie et en Yougoslavie, certaines ont été préservées au terme d'une longue carrière commerciale.
La suppression de la 3e classe en 1956 entraîne le reclassement de toutes les Bz 21.000 en Az de première classe alors que certaines Az deviennent des ABz, par déclassement des deux compartiments contigus à chaque toilette.
La carrière commerciale des dernières voitures du type 1931 ne prend fin qu'en 1995.
Sept exemplaires sont préservés préservés, statiques ou en état de marche.